# Dějiny Tchaj-wanu
Dějiny Tchaj-wanu jsou dějinami území současné Čínské republiky zvané obvykle Tchaj-wan, podle největšího ostrova, na němž se nachází (celkem se republika rozkládá na 86 ostrovech). Tchaj-wan původně osídlily polynéské kmeny, ale od 12. století ho začali osidlovat Číňané a po vítězství komunistů na pevninské Číně roku 1949 se stal azylem protikomunistických čínských sil a alternativním čínským státem, který za datum svého vzniku označuje rok 1912, kdy padlo pod tlakem Sinchajské revoluce čínské císařství a vznikla republika.

## Pravěk
V pozdním pleistocénu byla hladina moře asi o 140 metrů nižší než dnes, takže Tchajwanským průlivem vedl pevninský most. Důkazem jsou nálezy zkamenělin obratlovců na dně průlivu mezi Peskadorskými ostrovy a Tchaj-wanem. Součástí těchto objevů je i čelist označená antropology jako Penghu 1, která zřejmě patří k dříve neznámému druhu rodu Homo, který žil před 450 000 až 190 000 lety.
Nejstarší důkaz o přítomnosti moderních lidí na Tchaj-wanu se skládá z fragmentů kostí a zubu nalezených v Chouqu a Gangzilinu v okrese Zuojhen. Jejich stáří se odhaduje na 20 000 až 30 000 let. Nejstarší důkazy lidské činnosti jsou štípané oblázkové nástroje paleolitické Čchang-pinské kultury nalezené v Čchang-pinu. Datované byly do doby před 15 000 až 5 000 lety. Stejná kultura se rozvíjela v Eluanbi na jižním cípu Tchaj-wanu a přetrvala až do doby před 5 000 lety. Analýza spor a pylových zrn v sedimentech Jezera Slunce a Měsíce naznačuje, že zemědělství založené na žďáření se v této oblasti rozvinulo před 11 000 lety. Na začátku holocénu, před 10 000 lety, stoupla hladina moří, vytvořila Tchajwanský průliv a odřízla ostrov od asijské pevniny. Nálezy z následující doby jsou kvůli tomu řídké, z této doby je doložen jediný hrob z období 4000 př. n. l.
Kolem roku 3 000 př. n. l. se vynořila neolitická Ta-pchen-kchengská kultura a rychle se rozšířila po celém pobřeží. Její naleziště jsou charakteristická šňůrovou keramikou, leštěnými kamennými tyčemi a břidlicovými hroty. Její příslušníci pěstovali rýži a proso, ale spíše byli závislí na mořských mušlích a rybách. Většina vědců se domnívá, že tato kultura není pokračovatelkou Čchang-pinské kultury, ale byla importována přes úžinu předky dnešních tchajwanských domorodců, kteří mluvili austronéskými jazyky. Tito lidé později z Tchaj-wanu osídlily i další ostrovy jihovýchodní Asie. Jazykovědci prokázali, že austronéské jazykové prvky z Tchaj-wanu jsou nejstarší v celé oblasti. Kontakt s okolím dokazují i nálezy nefritu, který byl z Tchaj-wanu exportován na Filipíny a jinam od počátku 2. tisíciletí př. n. l. 
Železo se na ostrově objevilo v objevilo v souvislosti s Niao-sungskou kulturou, patrně šlo o dovoz. Kolem roku 400 se kujné železo začalo vyrábět lokálně, pomocí technologie pravděpodobně přivezené z Filipín.

## Starověk
První historicky doloženou čínskou výpravou na Tchaj-wan je expedice z 3. století př. n. l., již nechal vypravit první císař dynastie Čchin Čchin Š’-chuang-ti. Ve 13. století nájezdy Mongolů rozvrátily říši Sung a řada Číňanů hledala azyl na okolních ostrovech, mj. na Tchaj-wanu. Mnoho z nich se usadilo natrvalo a jako v jiných částech jihovýchodní Asie vytvořilo obchodnickou vrstvu.

## Evropské soupeření

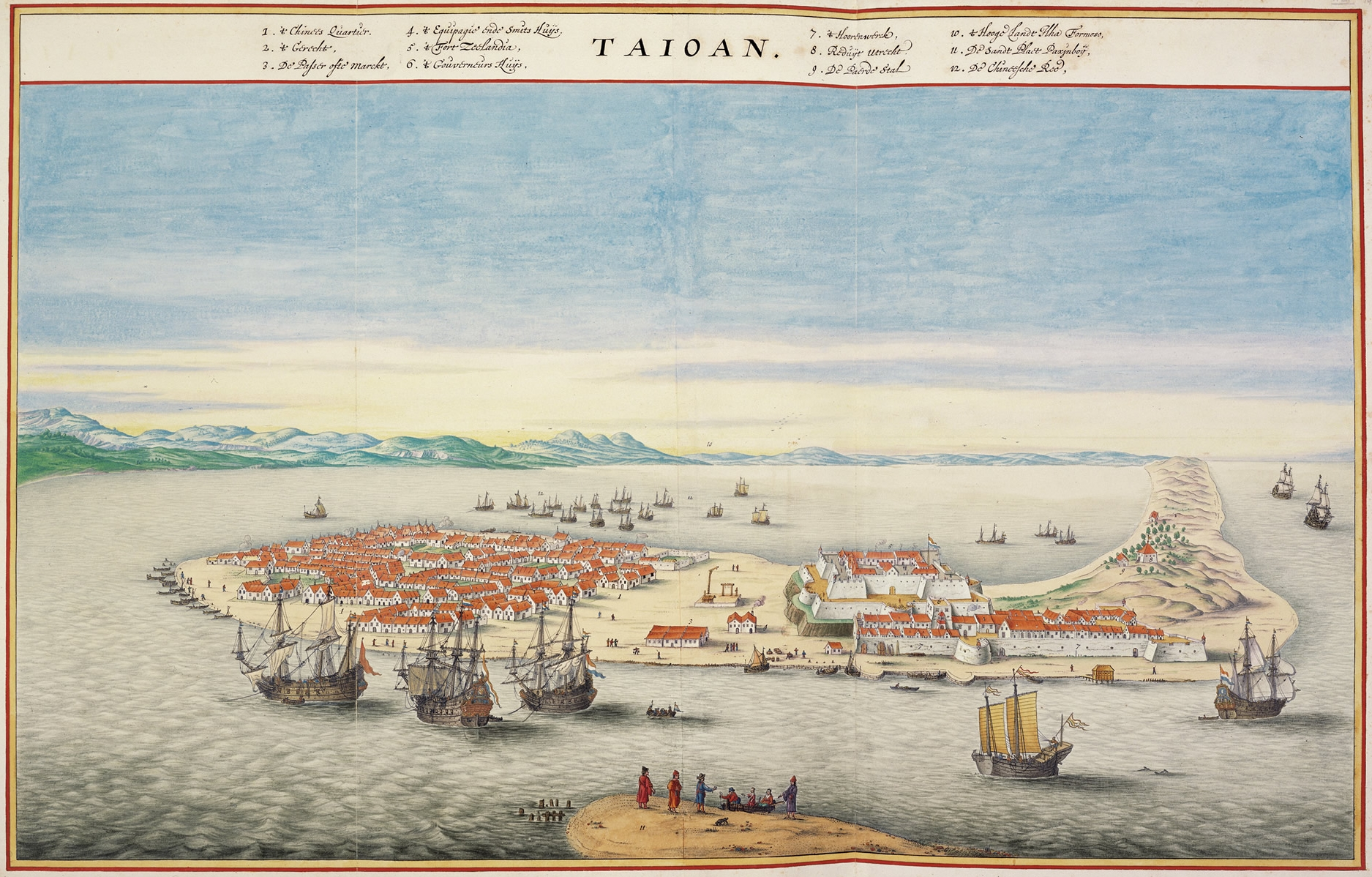
Nizozemská pevnost Zeelandia a město Anping v 17. století. Dnes je oblast součástí města Tchaj-nan.

Mezi tím byl v roce 1544 ostrov objeven Portugalci, kteří ho nazvali Ilha Formosa (Krásný ostrov). V západním světě se název Formosa stal nejpoužívanějším označením Tchaj-wanu až do poloviny 20. století.
V 17. století se čínští kupci na Tchaj-wanu dostali do střetu[zdroj?] s Evropany, kteří měli zájem na kolonizaci ostrova. O ostrov usilovali zejména Portugalci, Nizozemci a Španělé. Zájem Portugalců opadl, když získali Macao, které se jim zdálo strategičtěji položené.[zdroj?]
Zato Nizozemci prostřednictvím své Sjednocené východoindické společnosti ovládli některé jihozápadní části ostrova a postavili v oblasti dnešního Tchaj-nanu i významné pevnosti Fort Zeelandia a Fort Provintia. Tchaj-wan se stal jedním z nejvýnosnějších koloniálních území nizozemské Východoindické společnosti.
Španělé vnímali nizozemskou prezenci na Tchaj-wanu jako ohrožení svých obchodních zájmů s Japonskem a rozhodli se obsadit některé severní části ostrova, kde vybudovali pevnost Fort Santo Domingo (na území dnešního Tamsui) a Fort San Salvador (na území dnešního přístavu Ťi-lung). Šestnáctiletá přítomnost Španělů na Tchaj-wanu ale skončila již v roce 1642, kdy nizozemská expedice o síle 11 lodí a 1000 mužů dobyla pevnost San Salvador.

## Království Tungning

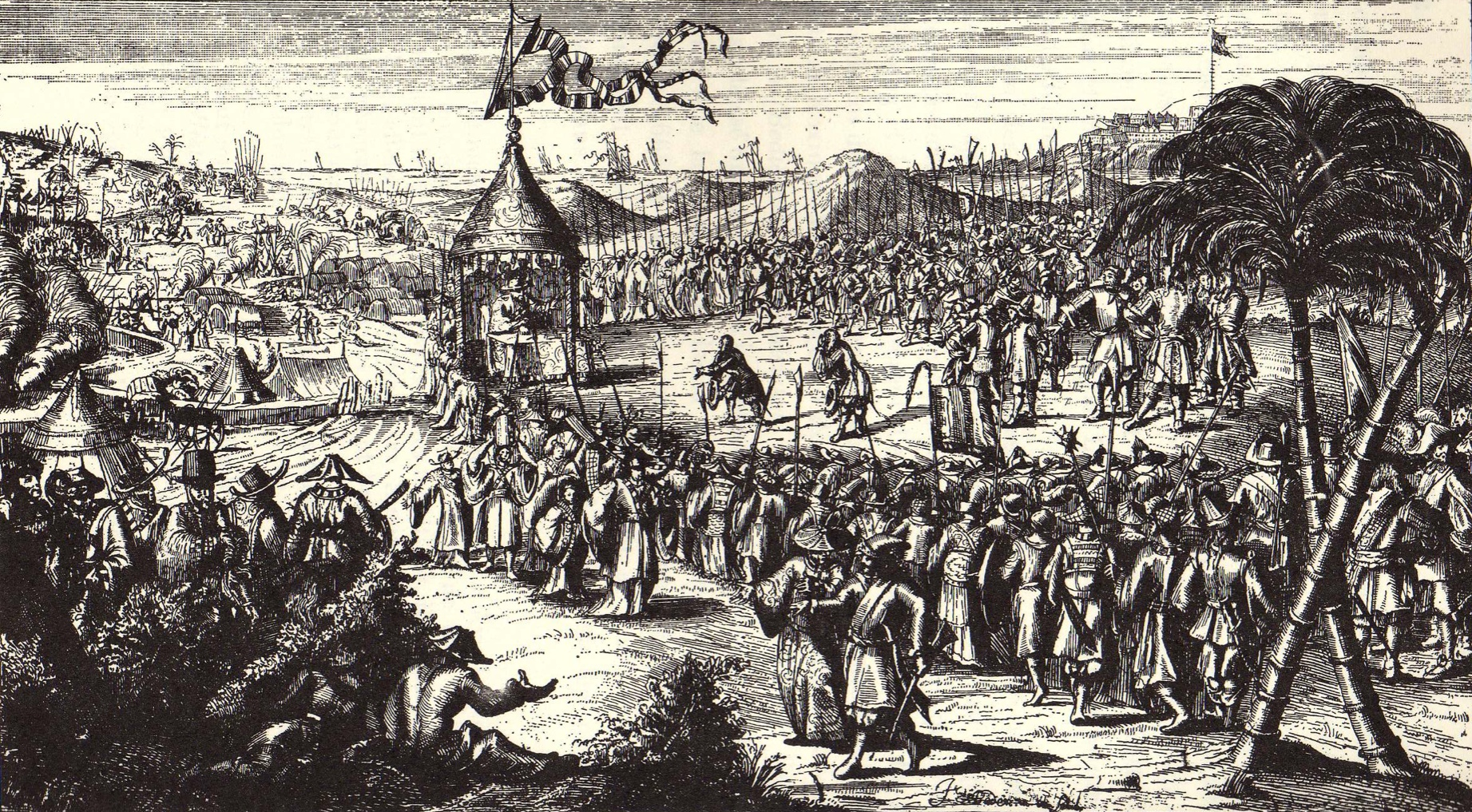
Koxinga přijímající kapitulaci Holanďanů (1. únor 1662).

V sousední Číně bylo 17. století érou nestability a masivní emigrace, přičemž důvody byly politické – v té době mandžuská Říše Čching dobývala čínskou říši Ming.
Tchaj-wan se nakonec stal poslední baštou protimandžuského odporu. Mnoho slavných bitev s mandžuskými nájezdníky svedl kupec, pirát a vojevůdce Čeng Čcheng-kung (zvaný též Koxinga). Čeng Čcheng-kung vytlačil z Tchaj-wanu Holanďany a roku 1662 založil nezávislý stát Království Tungning, do jehož čela se postavil. Útočiště zde našli i uprchlíci hájící starou dynastii Ming. Králi byli ještě jeho syn Čeng Ťing a vnuk Čeng Kche-šuang. Nakonec však stát, který se rozkládal nad jihozápadní částí ostrova Tchaj-wan a nad souostrovím Penghu (Peskadory) náporu Mandžuů neodolal a roku 1683 jej dobyla říše Čching. Období Tungning značí i dobu, kdy se na Tchaj-wanu začíná objevovat čínská kultura. Do 17. století byla místní kultura tvořena výhradně tradicemi původního (domorodého) obyvatelstva.

## Čchingský Tchaj-wan
Čchingský vliv nad Tchaj-wanem lze rozlišit na pasivní období (1663 - 1874) a dobu, kdy pod hrozbou japonského rozmachu byl ostrov aktivně rozvíjen (1874 - 1895) a kdy se na necelých 10 let (1885 - 1895) stal samostatnou provincií čchingské říše.

### Pasivní vláda
Poté, co si říše podmanila krávoství Tungning, nařídil čchingský dvůr násilnou repatriaci většiny obyvatelstva čínského původu, čítající přibližně 100 000 imigrantů. Důvodem byla politika čchingského dvora, která se snažila zabránit tomu, aby se ostrov stal pirátským doupětem či základnou jakékoliv protivládní moci. Avšak i přes pasivní politiku a zákaz imigrace na Tchaj-wan přicházeli osadníci, převážně z oblastí Fu-ťien a Kuang-tung, kteří postupně začali osídlovat západní pobřeží ostrova a rozvíjet převážně zemědělské hospodářství. Postupem času začali noví osadníci (na ostrov směli cestovat jen muži) pronikat dále do vnitrozemí ovládané kmeny původních obyvatel Tchaj-wanu. Výsledkem byly časté konflikty ale také míšení obou etnických skupin mezi sebou.

### Aktivní rozvoj
Japonská expanze v období Meidži a konkrétně incident Mu-tan (八瑤灣事件) a následná japonská vojenská expedice na Tchaj-wan byly varovnými signály pro čchingský dvůr, který záhy začal posilovat obranu a rozvíjet infrastrukturu. Další potvrzení důležitosti Tchaj-wanu pro říši přinesla tonkinská válka, v jejímž důsledku byl na ostrov vyslán prozápadní reformista Lau Ming-tuan. V roce 1885 se Tchaj-wan stal samostatnou provincií (do té doby spadal pod jurisdikci provincie Fu-ťien). Bylo založeno nové hlavní město Tchaj-pej nahrazující Tchaj-nan (1887) a byla zprovozněna první železniční trať (1891).
Fakticky bylo ke konci čchingského období přibližně 45% území Tchaj-wanu (západ a sever) ovládáno říší Čching a osídleno více než dvěma miliony obyvatel chanského či smíšeného původu. Zbytek (východ, jih a pohoří) byl volně obydlen původním obyvatelstvem.

## Japonská nadvláda
V roce 1895 předal mandžuský dvůr Tchaj-wan a Peskadorské ostrovy Japoncům jako válečnou reparaci po prohrané první čínsko-japonské válce, vedené jinak hlavně o Koreu. Japonci vládli Tchaj-wanu až do roku 1945. Učinili z něj svou „obilnici“, přesněji zásobárnu subtropického ovoce. Vedli nicméně nemilosrdnou japonizační politiku, která budila odpor u čínsky cítícího obyvatelstva, a to nezřídka i ozbrojený. Od roku 1911, tedy od vzniku Čínské republiky s nacionalistickým Kuomintangem jako její hlavní politickou silou, se čínští rebelové na Tchaj-wanu mohli opřít i o podporu z pevniny. Japonci se pak zapojili do druhé světové války na straně tzv. Osy (spolu s nacistickým Německem a fašistickou Itálií). V roce 1943 Spojenci na konferenci v Káhiře rozhodli, že podaří-li se jim síly Osy porazit, připadne Tchaj-wan znovu Číně. To se po japonské kapitulaci v roce 1945 skutečně stalo.

## Příchod Kuomintangu

Státní znak od dob Čínské republiky na Tchaj-wanu

Kuomintangská vláda vedená Čankajškem jmenovala guvernérem ostrova Čankajškova přítele, generála Čchena I. Ten se však stal mezi místním obyvatelstvem krajně nepopulární. V únoru 1947 proti němu vypuklo povstání, které Čchen I brutálně potlačil. Čankajšek stál zprvu za generálem, ale na nátlak vlastních ministrů ho nakonec odvolal (a později dal dokonce popravit).
Brzy na Tchaj-wanu (v největším městě Tchaj-pej) musel hledat útočiště i sám Čankajšek, když jeho Kuomintang v občanské válce na pevnině prohrál s Maovými komunisty. Přišel spolu s dvěma miliony dalších protikomunistických uprchlíků. Zprvu byla situace uprchlé vlády zoufalá. Čchen I jí v minulých letech neudělal ideální entrée mezi starousedlíky a ani mezinárodní podpora takřka neexistovala. Ani Spojené státy neviděly Čankajška jako perspektivního spojence. První rok byl spíše „čekáním na invazi“ ze strany komunistické Číny, přičemž vyhlídky na vítězství nebyly dobré. Vše ale změnila Korejská válka, v níž se střetl východní a západní blok, a která vypukla v červnu 1950. Spojené státy Tchaj-wan potřebovaly jako základnu a „nepotopitelnou letadlovou loď“ pro boje na Korejském poloostrově. Daly tudíž Čankajškovi mezinárodní záruky státní existence a poskytly i významnou hospodářskou pomoc.

## Diplomatická prohra a ekonomický tygr
Oficiálně byl nový stát, Čínská republika zvaná obvykle Tchaj-wan, ve válečné stavu s Čínskou lidovou republikou (komunistickou Čínou) až do konce 20. století. Kvůli tomu trval výjimečný stav, což dalo režimu nedemokratický charakter. Režim dráždila zejména starousedlická politická hnutí, která usilovala o stát v hranicích tchajwanského souostroví, Čankajškova vláda naopak trvala na tom, že je v zásadě vládou celé Číny (a dokonce i Mongolska, jehož samostatnost nikdy neuznala). Odpůrci Čankajškova režimu byli internováni na odlehlejších ostrovech. Spojené státy základní Čankajškovu interpretaci dlouho respektovaly a zajistily, že čínské místo v OSN držel dlouho Tchaj-wan. Vše změnila sovětsko-čínská roztržka v 60. letech. Prezident Richard Nixon a jeho ministr zahraničí Henry Kissinger vycítili příležitost, jak ještě více vrazit klín mezi dvě největší komunistické velmoci a navázali s komunistickou Čínou diplomatické vztahy, ba i opatrné protisovětské spojenectví. Cenou za to však bylo, že Tchaj-wan odejde z OSN a oficiálním čínským reprezentantem se stane vláda v Pekingu. Byl to začátek dlouhé a prohrané diplomatické války. Protože obě entity, ČLR i Tchaj-wan, trvaly na ideji „jedné Číny“, mohl být v každé zemi jen jeden „čínský velvyslanec“. Jak mezinárodní váha ČLR rostla (spolu s vahou ekonomickou, již zmnohonásobily Teng Siao-pchingovy reformy v 80. letech), musel Tchaj-wan postupně vyklidit řadu ambasád všude po světě. O možnosti vytvořit samostatný stát s vlastní identitou se na Tchaj-wanu vede dosud vzrušená politická debata.
O co více Tchaj-wan prohrával diplomaticky, o to větší však byl jeho triumf ekonomický. Dvacetimilionová země se stala asijským ekonomickým tygrem. Ještě v roce 1957 činilo HDP na obyvatele 170 $, což bylo na úrovni nejchudších afrických zemí. V roce 1959 však byly spuštěny reformy, které především podporovaly malé a střední podnikání. Tchaj-wan tím vytvořil nesmírně silnou exportní ekonomiku, která přispěla k rychlému růstu, kterému se přezdívá tchajwanský zázrak. Mnoho společností z Japonska, díky levné a dobře vzdělané pracovní síle, přesunulo svou výrobu právě na Tchaj-wan. Podle údajů Mezinárodního měnového fondu byl Tchaj-wan k roku 2019 jednadvacátou největší světovou ekonomikou (podle nominálního hrubého domácího produktu), zhruba 2,5krát větší, než je ekonomika stejně lidnatého Rumunska, nebo 1,6krát větší než ekonomika šedesátimilionové Jihoafrické republiky. V HDP v paritě kupní síly na hlavu byl Tchaj-wan k roku 2018 15.–16. nejbohatším státem, bohatším než Německo nebo Kanada.

## Demokratizace
V roce 1975 zemřel Čankajšek a do čela Kuomintangu i celé země se postavil jeho syn Ťiang Ťing-kuo. Ten zahájil ekonomické, v omezené míře i liberalizační a demokratizační reformy. Za datum vzniku novodobé tchajwanské demokracie je považován rok 1986, kdy byla založena, avšak ještě ilegálně, první opoziční strana Demokratická pokroková strana, která vzešla z hnutí Dangwai (znaky: 黨外; doslova: „mimo stranu“). V roce 1990 se v Tchaj-peji konalo shromáždění Hnutí Wild Lily požadující přímou volbu prezidenta a volby do Národního shromáždění.
Ty byly vyslyšeny novým prezidentem Li Teng-chuejem, dosazeným stranou po smrti Ťiang Ťing-kua v roce 1988. Li, který byl rodilým Tchajwancem, zahájil demokratizaci země a umožnil cestu ke konci vlády jedné strany. V roce 1991 byl tak zrušen výjimečný stav a zároveň se uskutečnily první volby do Legislativního Yuanu a Národního shromáždění (po exodu v roce 1949 zasedalo Národní shromáždění dlouho ve složení z tohoto roku s tím, že další bude zvoleno až po návratu na pevninu, ale v průběhu doby většina členů zemřela a z instituce se stal pomník kuomintangské ideologie jedné Číny). Po zrušení výjimečného stavu bylo opět povoleno použití tchajwanštiny a začalo se mluvit o předem tabuizovaných tématech jako Incident 28. února z roku 1947 a následujícího Bílého teroru. Postupně tak od 90. let dochází k desinizaci a opětovné tchajwanizaci politiky a veřejné sféry. Od roku 1994 se konají přímé prezidentské volby, v roce 2000 byl zvolen prezidentem poprvé opoziční kandidát a v roce 2016 získala opoziční strana převahu v parlamentu i post prezidentky.
V současnosti je Tchaj-wan pluralitní demokracie, která se umísťuje na 31. místě dle indexu demokracie, hned před Českou republikou. K nedávnému vývoji patří například Slunečnicová revoluce v roce 2014 odmítající obchodní sbližování s Čínou, legalizace stejnopohlavního manželství v roce 2019 či ustanovení Komise pro tranziční spravedlnost (Transitional Justice Commission) o rok dříve, vyšetřující činy Kuomintangu v období mezi 15. srpnem 1945, kdy jeho vojáci přišli na Tchaj-wan a 6. listopadu 1992, kdy definitivně skončilo stanné právo.